# Оселя Зла: Вітаємо у Раккун-Сіті
«Оселя Зла: Вітаємо у Раккун-Сіті» (англ. Resident Evil: Welcome to Raccoon City) — фільм жахів режисера Йоганнеса Робертса за сценарієм Робертса та Грега Руссо. Заснований на першій та другій відеоіграх Capcom з серії Resident Evil. У ролях: Кая Скоделаріо, Роббі Амелл, Ганна Джон-Кеймен, Еван Джогія, Том Гоппер, Лілі Ґао, Ніл Мак-Дона та Донал Лоуг.
Театральний реліз фільму відбувся 24 листопада 2021 року компанією Sony Pictures Releasing.

## Сюжет
Дівчинка Клер Редфілд та її брат Кріс живуть у сирітському притулку міста Раккун-Сіті. Вночі Клер відчуває, що в темній кімнаті є хтось сторонній. Вона йде на пошуки та зустрічає знівечену експериментами жінку Лізу Тревор, яка живе у підвалі притулку. Попри потворний вигляд, Ліза хоче врятувати дітей. Доктор Вільям Біркін, співробітник фармакологічної корпорації «Umbrella», відбирає дітей з притулку для власних експериментів. Клер опиняється в його списку піддослідних, але їй вдається втекти.
У 1998 Клер повертається вночі у Раккун-Сіті, щоб відвідати брата, з яким кілька років не спілкувалася. Їй сняться спогади про дитинство, які здаються просто вигадкою. Клер дістається до міста автостопом, на околиці Раккун-Сіті водій збиває жінку, що йшла дорогою. Клер намагається врятувати її, та водій проти, адже не хоче притягнення до суду. Між тим збита жінка підводиться та зникає в лісі. Собака водія злизує її кров, і згодом починає дивно поводитися. Тим часом поліцейський-новачок Леон Кеннеді, з якого глузують колеги, зауважує, що у господині місцевої закусочної з ока тече кров, а у вікно врізається спотворена ворона.
Клер розшукує будинок Кріса, який працює в поліції. Дівчина намагається попередити його, що в «Umbrella» стався витік якоїсь отрути, але корпорація приховує це. Клер посилається на відео Бена Бертолуччі, на що Кріс відповідає, що той просто божевільний параноїк. Несподівано в місті оголошують тривогу, закликаючи жителів лишатися по домівках. Кріс їде до поліцейської дільниці з'ясувати в чому справа. Клер лишається сама в його будинку, куди потім пролазить хлопчик, ховаючись від своєї матері — блідої, облисілої та агресивної. Тоді Клер бере мотоцикл брата і також їде до дільниці. Тоді ж Біркін каже своїй дружині Аннет і дочці Шеррі, що треба негайно тікати з міста.
З поліцейських набирається команда «S.T.A.R.S. Альфа», що складається з Кріса, Джилл Валентайн, Річарда Айкена, Бреда Віккерса та Альберта Вескера. Шериф Браян Айронс пояснює, що не знає причину надзвичайного стану в Раккун-Сіті, але підозрює, що це пов'язано зі зникненням команди «Браво» під час розслідування смерті у маєтку засновника «Umbrella» Спенсера. Тож він відряджає команду «Альфа», в маєток для розслідування. Вескер у цей час отримує повідомлення з інструкціями та зазначенням, що о 6-ій ранку Раккун-Сіті буде знищено. Прибувши на вертольоті до маєтку, команда знаходить покинутий поліцейський автомобіль команди «Браво» і йде за її слідами.
Всередині безлюдного маєтку команда розділяється, Вескер та Джилл вирушають оглянути верхні поверхи. Вескер у той час розшукує зразок вірусу, розроблений доктором Біркіном. Пілота вертольота кусає зомбі, через що той таранить вертоліт у маєток. Вескер рятує Джилл від іншого зомбі, після чого зникає. Кріс та Річард згодом натрапляють на зомбі, що поїдають трупи команди «Браво». Вони з'їдають Річарда, а Кріс бореться зомбі, поки не тікає завдяки допомозі Джилл крізь прохід, залишений Вескером.
Приїхавши до поліцейської дільниці, водій вантажівки, якого вкусив власний собака, перетворюється на зомбі, через що стається аварія. Айронс стріляє в зомбі, шум пробуджує Леона, котрий лишився на чергуванні. Айронс призначає його головним, а сам намагається втекти з міста. Проте його зупиняють охоронці «Umbrella», які відстрілюють мирних жителів, що тікають з Раккун-Сіті. Повернувшись у дільницю, Айронс зазнає нападу собак-зомбі, але його рятує Клер, яка саме прибула туди. Разом з Леоном Клер озброюються та вирішують поговорити з ув'язненим Беном аби той пояснив що відбувається.
Панікуючи через наближення зомбі, Бен краде в Леона пістолет, але сусідній ув'язнений зомбі кусає його. Об'єднавшись із Айронсом, Леон і Клер вирушають у сирітський притулок, де за чутками є таємний тунель, який веде за межі міста. В притулку вони зустрічають Лізу, котра попереджає про мутанта «лизуна», проте Леон не розуміє її натяку. «Лизун» нападає на Айронса зі стелі, а потім атакує Леона. Ліза рятує його, а також упізнає Клер і дає їй ключі від тунелю.
Вескер зустрічає доктора Біркіна, котрий хоче не допустити аби зразок Т-вірусу опинився за межами міста. Він стріляє у Вескера, але той встигає вистрілити у відповідь і слідом стріляє в Аннетт. Далі Вескер намірюється убити й Шеррі, але не наважується. Скориставшись його ваганням, Джилл застрелює Вескера. Та смертельно поранений Біркін, сподіваючись вижити, вводить собі «G-вірус», під впливом якого перетворюється на безформну потвору. Кріс, Шеррі та Джилл тікають від Біркіна, дорогою возз'єднуючись із Клер та Леоном у тунелі. Там утікачі сідають у підземний потяг.
У Раккун-Сіті вибухає бомба, через що потяг зупиняється і його наздоганяє Біркін. Леон рятує Клер від чудовиська, стріляючи в нього з гранатомета. Біркін гине, а Кріс, Шеррі, Джилл, Леон і Клер зранку пішки дістаються до виходу. Звіт корпорації «Umbrella» стверджує, що в Раккун-Сіті не вижив ніхто.
У сцені в середині титрів Вескер отямлюється в мішку для трупів. Невідома жінка простягає йому сонцезахисні окуляри і виявляється, що це Ада Вонг.

## У ролях
| Актор             | Роль            |
| ----------------- | --------------- |
| Кая Скоделаріо    | Клер Редфілд    |
| Роббі Амелл       | Кріс Редфілд    |
| Ганна Джон-Кеймен | Джилл Валентайн |
| Еван Джогія       | Леон С. Кеннеді |
| Том Гоппер        | Альберт Вескер  |
| Лілі Ґао          | Ада Вонґ        |
| Ніл Мак-Дона      | Вільям Біркін   |
| Донал Лоуг        | Брайан Айронс   |
| Чад Рук           | Річард Айкен    |
| Марина Мазепа     | Ліза Тревор     |
| Джош Круддас      | Бен Бертолуччі  |

## Виробництво

### Розробка
Розробка фільму розпочалося на початку 2017 року, поки «Оселя зла: Фінальна битва» ще була у кінотеатрах. Голова Constantin Film Мартін Мошкович заявив, що розробляється перезапуск серії, а продюсер Джеймс Ван висловив зацікавленість у проєкті. У грудні 2018 року Ван заявив, що більше не бере участі у проєкті.
Під час інтерв'ю IGN у березні 2021 року Йоганнес Робертс заявив, що хоче надати фільму більш темний тон.
Натхненний фільмами Джона Карпентера, включаючи «Гелловін», «Напад на 13-й відділок» та «Туман», режисер пояснив, що історія фільму зосередиться на двох основних локаціях: особняк Спенсера (місце, яке часто згадується у відеоіграх) та міський поліційний відділок у Раккун-Сіті, який вперше з'явився у Resident Evil 2.
Також Робертс зазначив, що його версія не має нічого спільного з попередньою серією екранізацій.

### Кастинг
На початку 2020 року розпочався кастинг акторів, проте пандемія COVID-19 затримала цей процес. В інтерв'ю журналу Starburst Magazine у лютому 2020 року Робертс підтвердив, що деталі кастингу мають бути оголошені в березні. У квітні 2020 року Full Circle Cinema повідомив, що студія бачить Брентона Твейтса, Каю Скоделаріо та Харрісона Дікінсона у ролях Кріса Редфілда, Клер Редфілд та Леона С. Кеннеді відповідно.
6 жовтня 2020 року Deadline Hollywood повідомив, що Скоделаріо і Ганна Джон-Кеймен були обрані на ролі Клер і Джилл Валентайн, а також Роббі Амелл, Том Гоппер, Еван Джогія та Ніл Мак-Дона в ролі Кріса Редфілда, Альберта Вескера, Леона С. Кеннеді, і Вільяма Біркіна відповідно. Того ж листопада Донал Лоуг був обраний на роль Брайана Айронса, Чад Рук на роль Річарда Айкена а Лілі Ґао на роль Ади Вонґ.

### Зйомки
Зйомки фільму почалися 17 жовтня 2020 року у Садбері, Онтаріо, Канада. У грудні 2020 року Максим Александр був оголошений головним оператором. Зйомки були завершені 24 грудня 2020 року.

## Випуск
Театральний реліз фільму відбувся 24 листопада 2021 року компанією Sony Pictures Releasing. Він був двічі відстрочений з початкових дат випуску 3 вересня та 9 вересня 2021 року.

## Оцінки й відгуки
Частка позитивних рецензій кінокритиків на «Rotten Tomatoes» склала 30 % при середній оцінці 4,8/10.
Вільям Біббіані із The Wrap писав, що оригінальні ігри мали багато недоліків, як-от погано написані діалоги та незграбний сценарій, проте особистий досвід гравців щодо виживання при обмалі припасів зробив ці ігри видатними. Resident Evil та Resident Evil 2 по-різному підходять до подачі жаху: перша більш камерно в обстановці таємничого маєтку з привидами, а друга пропонує міські локації на кшталт як «Світанок мерців» і «Напад на 13-ту дільницю». Ці два стилі по-своєму чудові, але в поєднанні сприймаються жахливо. Фільм у результаті вийшов перевантажений персонажами та сюжетними лініями, в яких губиться талант акторського складу. «Зведення подій першої та другої ігор докупи упродовж одного вечора не приносить жодної користі… І карколомні події Resident Evil 2 зовсім не кращають від перемежовуванням з Resident Evil 1, де люди розгадують головоломки…». Фільм не пропонує власної оригінальної історії, а ту, що була в іграх, робить гіршою.
На думку Джеймса Вайта з «Empire», персонажі близькі до своїх ігрових архетипів, але це не робить їх хорошими персонажами фільму. Їхні дії завжди спрямовані до того, щоб зробити ситуацію гіршою. Можна стверджувати, що це хиба вихідного матеріалу, та це не виправдання для кіноадаптації. Зомбі банальні, а деякі цифрові спецефекти спонукають замислитися чи не було фільм знято в 1998 році. «Деяким невгамовним це може бути цікаво, але навряд чи все це завоює нових шанувальників. Швидше за все, напевне, краще знайти нову серію ігор для адаптації».